# Bhooria klossi
Bhooria klossi är en insektsart som beskrevs av William Lucas Distant 1914. Bhooria klossi ingår i släktet Bhooria och familjen dvärgstritar. Inga underarter finns listade i Catalogue of Life.